# Шокша (приток Мокши)
Шокша — река в России, протекает в Вознесенском районе Нижегородской области и Теньгушевском районе Республики Мордовия. Устье реки находится в 135 км по правому берегу реки Мокша.
Течёт в южном направлении. На реке стоят села Шокша и Куликово. Вблизи села  Куликово на мысу правого берега Шокши обнаружен Шокшинский могильник, в котором был найден каролингский меч с клеймом «Ulfberht».
Длина реки составляет 24 км, площадь водосборного бассейна — 218 км².

## Данные водного реестра
По данным государственного водного реестра России относится к Окскому бассейновому округу, водохозяйственный участок реки — Мокша от водомерного поста города Темников и до устья, без реки Цна, речной подбассейн реки — Мокша. Речной бассейн реки — Ока.
По данным геоинформационной системы водохозяйственного районирования территории РФ, подготовленной Федеральным агентством водных ресурсов:
- Код водного объекта в государственном водном реестре — 09010200412110000028173
- Код по гидрологической изученности (ГИ) — 110002817
- Код бассейна — 09.01.02.004
- Номер тома по ГИ — 10
- Выпуск по ГИ — 0